# رامجرد
رامجرد (بالفارسية: رامجرد) هي منطقة سكنية تقع في إيران في Dorudzan District. يقدر عدد سكانها بـ 2,033 نسمة .